# 보험조사관
보험조사관(Insurance investigator)은 의심스럽거나 그렇지 않으면 의문의 여지가 있는 보험 청구를 조사한다. 이 분야의 조사관은 서로 다른 전문 분야와 배경을 가지고 있다. 일부 보험 회사는 자체적인 내부 조사팀을 보유하고 있으며 다른 회사는 탐정 또는 사설 탐정 회사에 하청을 준다. 그러한 조사는 일반적으로 사기를 방지하기 위해 수행되지만, 조사관은 특정 청구의 상황(예를 들어, 여러 당사자, 청구 및 보험 회사가 관련된 다중 차량 도로 사고에서)을 파악하기 위해 종종 단순히 일할 것이다.

## 보험 사기
보험 회사를 속이는 방법은 다양하며, 이를 조사하는 수단도 다양하다. 그러나 범죄로서 증거는 부유한 국가에서 보험 사기가 증가하고 있으며, 많은 정부가 잠재적인 사기꾼을 억제하고 대중에게 의심스러운 청구를 보고하도록 호소하기 위해 공공 인식 캠페인을 벌이고 있음을 보여준다.
가장 흔한 보험 사기 형태 중 하나는 부상의 과장이다. 많은 부상은 정량화하기가 극도로 어렵기 때문에(예: 정신적 부상 또는 편타증과 같은 신체적 부상), 조사관은 종종 청구인이 주장하는 것이 사실인지(예: 청구인이 일할 수 없다고 진술한 경우) 그리고 주장된 증상에 명백한 불일치가 없는지(종종 의료진과 함께 조사)를 파악하려고 노력할 것이다. 감시는 종종 그러한 상황에서 청구를 확인하기 위해 사용된다.
덜 알려진 또 다른 형태의 보험 사기는 보험 증권이 발효되기 전에 발생한 부상에 대해 보험금을 청구하는 것이다. 예를 들어, 도로 사고에서 한 사람은 쇠약하게 만드는 허리 부상을 입었다고 주장할 수 있다. 그러나 조사 결과 부상은 몇 달 또는 몇 년 전에 발생한 사고에서 발생한 것으로 드러났다. 종종 보험 회사와 조사관은 이러한 가능성을 배제하기 위해 의료 보고서와 병력을 조사하고 이전 청구 또는 사고의 증거를 찾는다.
또한 재산과 관련된 많은 형태의 사기가 있다. 예를 들어, 가치 있는 자산(예: 재산)을 가진 사람이 의도적으로 이를 파괴하고 종종 방화로 파괴한 후 보험을 통해 가치를 되찾으려는 의도로 사기를 저지르는 경우이다. 또 다른 형태는 미술품 수집가가 고가 미술품에 보험을 들고 이를 '도난당했다'고 주장하며 돈을 받고 미술품을 보관하는 경우이다.

## 픽션에서
1927년에서 1937년 사이에 보험 조사관 마일스 브레든은 영국 작가 로널드 녹스의 여러 소설에 등장했다. 런던에 본사를 둔 인디스크립터블 보험 회사에 고용된 브레든은 황금기 탐정 중 한 명으로서 당혹스러운 사건을 해결하기 위해 자주 불려갔다. Yours Truly, Johnny Dollar는 1949년부터 1962년까지 CBS 라디오 네트워크에서 방영되었으며, "액션 가득한 경비 내역을 가진 남자 – 미국의 멋진 프리랜서 보험 조사관"의 녹음된 모험을 다루었다.

## 같이 보기
- 사설탐정
- 손해사정인